# Astore (torpediniera)
L'Astore è stata una torpediniera della Regia Marina, poi riclassificata come cacciatorpediniere dalla Marina reale svedese sotto cui servì con il nome di Remus.

## Storia
Ordinata come prototipo nel 1933, insieme alla capoclasse Spica, ed ultimata nel 1935, poco dopo la Spica, l’Astore fu la seconda unità di questa numerosa classe. Le navi rivelarono alle prove in mare scarse qualità nautiche ma buone caratteristiche generali, che spinsero ad avviarne la produzione in serie.
Nel 1939-1940 la nave aveva base a Cagliari inquadrata nella IX Squadriglia Torpediniere, insieme alle gemelle Spica, Canopo e Cassiopea.

### HMS Remus (28)
Nel dicembre 1939 una commissione svedese si recò in Italia per valutare l'acquisto di alcune unità italiane: la decisione cadde appunto sull’Astore e sulla Spica, oltre che sugli anziani cacciatorpediniere Giovanni Nicotera e Bettino Ricasoli. Il 27 marzo 1940 l’Astore venne venduta alla Marina reale svedese, venendo quindi rinominata Remus e riclassificata cacciatorpediniere. Spica, Nicotera e Ricasoli vennero invece ribattezzati rispettivamente Romulus, Psilander e Puke.
Il 14 aprile 1940 le quattro unità salparono da La Spezia e si portarono a Napoli per poi iniziare la navigazione di trasferimento in Svezia, ma quando, il 18, ripartirono dalla città partenopea, il Puke e lo Psilander entrarono in collisione arrecandosi reciprocamente vari danni, dovendo pertanto fare rotta su Cartagena, ove giunsero il 23 aprile.
Eseguite le riparazioni, le navi proseguirono il loro viaggio ed il 19 giugno giunsero, insieme alla nave ausiliaria Patrica (ex italiana Patris II) a Skaalefjord, nelle isole Fær Øer, dove però furono fermate e sequestrate l'indomani dai cacciatorpediniere britannici Tartar, Mashona e Maori. Gli equipaggi, imbarcati sulla Patrica e sulla nave cisterna Castor, rimpatriarono in Svezia il 21.
Il 22 giugno la Svezia chiese la restituzione delle navi. Già alle 16.30 del giorno precedente Puke e Remus erano partiti, scortati dal cacciatorpediniere Tartar, per spostarsi a Scapa Flow, dove rimasero bloccati qualche giorno per avarie al Puke. Il 30 giugno le unità poterono riprendere il mare e lo stesso giorno giunsero a Kirkwall, dove si erano già trasferiti nel frattempo anche Romulus e Psilander.
Il 2 luglio le navi tornarono in mano svedese, tre giorni più tardi lasciarono Kirkwall ed il 10 luglio, nonostante un accidentale attacco aereo da parte di velivoli del 18° Group del Coastal Command, arrivarono a Göteborg, entrando in servizio nella Marina svedese.
Le unità ex italiane costituirono un notevole apporto per la Marina svedese, in quel momento dotata di un numero piuttosto ridotto di unità.
La Remus, ex Astore, rimase in servizio sino al 15 agosto 1958, quando venne radiata e quindi avviata alla demolizione.